# District de St. Veit an der Glan
Le district de St. Veit an der Glan est une subdivision territoriale du land de Carinthie en Autriche.

## Géographie

### Lieux administratifs voisins
|                         | District de Murau (Land de Styrie)                                      | District de Judenburg (Land de Styrie) |
| District de Feldkirchen |                                                                         | District de Wolfsberg                  |
|                         | Klagenfurt am Wörthersee (ville statutaire) District de Klagenfurt-Land | District de Völkermarkt                |

## Communes
Le district de St. Veit an der Glan est subdivisé en 20 communes :
- Althofen
- Brückl
- Deutsch-Griffen
- Eberstein
- Frauenstein
- Friesach
- Glödnitz
- Gurk
- Guttaring
- Hüttenberg
- Kappel am Krappfeld
- Klein St. Paul
- Liebenfels
- Metnitz
- Micheldorf
- Mölbling
- St. Georgen am Längsee
- St. Veit an der Glan
- Strassburg
- Weitensfeld im Gurktal